# Sonja Ashauer

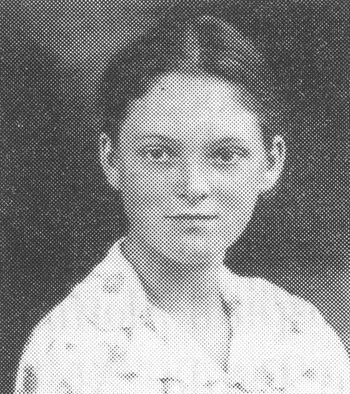
Sonja Ashauer

 Sonja Ashauer (* 9. April 1923 in São Paulo, Brasilien; † 21. August 1948 ebenda) war eine brasilianische Physikerin und Hochschullehrerin. Sie  war die erste Brasilianerin, die in Physik promovierte, und die zweite Frau, die in Brasilien einen Abschluss in Physik machte.

## Leben und Werk
Ashauer war die Tochter des deutschen Ingenieurs Walter Ashauer und der Deutschen Herta Graffenbenger. Von 1935 bis 1939 besuchte sie die Escola Vila Mariana und danach die Ginásio da Capital do Estado de São Paulo, heute Escola Estadual São Paulo, im Parque Dom Pedro II.  Zu ihren Klassenkameraden zählten der spätere Physiker Roberto Salmeron und der spätere Jurist Helio Bicudo. Sie legte direkt, ohne den zweijährigen Vorbereitungskurs, nach Abschluss der Sekundarschule die Aufnahmeprüfung für den Physikkurs an der Faculdade de Filosofia, Ciências e Letras da Universidade de São Paulo (FFCL-USP) ab. Sie studierte dann ab 1940 und erhielt 1942 einen Bachelor-Abschluss in Physik. Sie war zusammen mit Elisa Frota-Pessoa, die im selben Jahr an der Universidade Federal do Rio de Janeiro ihren Abschluss in Physik machte, die zweite Frau, die in Brasilien ihren Universitätsabschluss in Physik erwarb. Die erste war Yolande Monteux an der Universidade de São Paulo (USP) im Jahr 1938.
Sie arbeitete als Assistentin von Gleb Wataghin am Lehrstuhl für Theoretische Physik und Mathematische Physik. 1944 veröffentlichte sie einen Artikel in den Anais da Academia Brasileira de Ciências, in dem sie den Strahlungsabsorptionskoeffizienten für den photoelektrischen Effekt anhand von zwei Fallstudien berechnete.
Mit einem Stipendium des British Council begann sie 1945 als erste Brasilianerin ihre Promotion an der University of Cambridge unter der Leitung des Nobelpreisträgers für Physik von 1933, Paul Dirac. In dieser Zeit konzentrierte sie sich auf die Probleme der neu formulierten Quantenelektrodynamik.  Während ihrer Jahre in England entstand eine Korrespondenz zwischen ihr und Wataghin, die ihr Talent für theoretische Physik darlegte. 1948 war sie die erste Brasilianerin, die im Ausland mit ihrer Dissertation „Problems on Electrons and Electromagnetic Radiation“ in Physik promovierte. Sie war auch die erste Brasilianerin, die zum Mitglied der Cambridge Philosophical Society gewählt wurde.
Sie starb im Alter von 25 Jahren am 21. August 1948, nur fünf Monate nach ihrer Rückkehr nach Brasilien. Laut Sterbeurkunde war die Todesursache Bronchopneumonie, Myokarditis und Herzkollaps.

## Veröffentlichungen (Auswahl)
- Problems on Electrons and Electromagnetic Radiation Sonja Ashauer. University of Cambridge, 1948.
- On the self-accelerating electron. Mathematical Proceedings of the Cambridge Philosophical Society, 43, 1947, S.  506–510. doi:10.1017/S0305004100023768.
- A generalization of the method of separating longitudinal and transverse waves in electrodynamics. Royal Society, Volume 194 Issue 1037,1948. doi:10.1098/rspa.1948.0074.